# Палац Нікайя
Palais Nikaïa — це концертна зала, розташована у Ніцці, Франція. ЇЇ максимальна місткість у 9 000 місць робить її найбільшою залою у регіоні Прованс-Альпи-Лазурний Берег з La Halle de Martigues. Назва Нікайя походить від давньогрецького поселення, попередника сучасної Ніцци. Крім концертів, Palais Nikaïa може приймати вар'єте, спортивні заходи та з'їзди.
Палац Нікайя сам по собі вміщує від 1500 до 6250 осіб залежно від конфігурації, з максимальною місткістю 9000, включаючи стоячих. Однак за унікальною схемою він розташований поруч із відкритим стадіоном «Шарль-Ерманн» із розсувними скляними дверима, які функціонують між ними, і обидва разом можуть використовуватись для проведення дуже великих концертів із відвідуваністю до 50 000 і більше.

## Історія
Довгий час місто Ніцца мало лише одну велику криту концертну залу, «Théâtre de verdure» на Англійській набережній, побудована у 1946 році. Наприкінці 1990-х років вона стала надто зруйнованою і занадто малою, за рішенням муніципалітету. Тому Жак Пейра вирішив побудувати нову кімнату з набагато більшою місткістю.
Palais Nikaïa був побудований у 2000-2001 роках архітекторами Андре Гресі та Сержем Гресі, які раніше брали участь у розробці планів Zénith de Toulouse, а також Луї Шевальє. Він був урочисто відкритий 4 квітня 2001 року в присутності принца Монако Альбера II та Елтона Джона. Останній тоді дав у закладі перший концерт. 
Після смерті Джонні Голлідея 5 грудня 2017 року, 7 грудня 2017 року, мер Ніцци Крістіан Естрозі пропонує перейменувати палац Нікайя в «палац Нікайя-Джонні Холлідей». Зрештою, міська рада вирішила, що ім’ям співака буде перейменовано лише площу перед концертною залою.

## Загальна презентація
Палац Нікайя за площею 9500 м2, складається з великого об’єму, побудованого з шести залізобетонних веж. Дах білий зовні, являє собою металевий каркас, що складається з мега-балок, встановлених на вісімнадцять метрів і підтримує сталевий настил. Північний, південний і західний фасади, також білі, складаються з двох різних огороджень: внутрішні огородження зроблено з бетону, зовнішнє огородження складається з алюмінієвого покриття. Західний фасад – навісна стіна і може відкрити зв'язок із сусіднім стадіоном Шарля-Ермана. Східний фасад значною мірою засклений. Він має головний вхід, який дає доступ до залу площею 1800 м2. Вхід до самого приміщення з цього холу трирівневий. Дві центральні та дві бокові сходи забезпечують вихід на поверх.
У нормальній конфігурації кімната гнучка в залежності від кількості глядачів. Він має від 1500 до 6250 місць для сидіння, розташованих ярусами, і може вмістити до 9000 осіб, якщо він має сидячі та стоячі місця. У зовнішній конфігурації, тобто відкритий до сусіднього стадіону Шарля-Ермана, він може вмістити 27 000 сидячих глядачів і до 52 000 стоячих. Ця конфігурація під назвою «Nikaia Estival» дозволяє організовувати великі концерти.
Окрім концертів, у Палаці Нікайя можна проводити конгреси, семінари, виставки та гала-вечері.

## Nikaïa live
До основної зали примикає зал Nikaïa Live, колишня зала 700, значно скромніших розмірів, має площу 350 м2. В основному він присвячений культурній творчості та актуальній музиці. Зал середньої місткості розрахований на 320 сидячих і 500 стоячих місць. Крім концертів, він також дозволяє організовувати виставки та може слугувати як простір для зв’язків з громадськістю та подій. Щороку, починаючи з 2006 року, генеральна рада Приморських Альп організовує вечір концертів у цій кімнаті (06 Live) орієнтований на молодь.

## Менеджмент
Palais Nikaïa є власністю міста Ніцца, яке довірило його управління приватній компанії в рамках делегації громадських послуг у формі концесії на період вісім років. Таким чином, з 2001 по 2009 рік палацом керували Гілберт Кульє та Дені Томіне через Société d'animation du Palais Nikaïa. У червні 2009 року, муніципалітет обирає своїм новим представником Vega Group, пов’язану з французькою дочірньою компанією групи Live Nation в операційній структурі під назвою Société d'exploitation du Palais Nikaia, яка на 70% належить Vega.

## Розташування та доступ
Палац Nikaïa розташований на рівнині Вар, за адресою 163 route de Grenoble, навпроти штаб-квартири Nice-Matin. Тому він розташований на краю RD 6202, який раніше називався RN 202, і обслуговується автострадою A8 (виїзд 51 Nice - Saint-Augustin), а також трамвайною лінією 2 (зупинка CADAM - Administrative Center). Крім того, автобусна лінія 95 спеціально створена до та після кожного шоу та сполучає центр Ніцци з палацом. Нарешті, аеропорт Ніцца-Лазурний берег розташований поблизу палацу Нікайя, як і залізнична станція Ніцца-Сен-Огюстен.

## Події
World Wrestling Entertainment (WWE), рекламна організація з боротьби, провела там шоу з філіями WWE SmackDown і ECW 6 листопада 2008 року. Це був другий раз, коли WWE виступала в провінції після відновлення інтересу до французького ринку. Нове шоу зі Smackdown! і ECW було проведено 25 вересня 2009 року, і інше шоу, Raw, 3 листопада 2009 року. Крім того, 5 грудня 2009 року, у палаці відбулися вибори Міс Франція 2010.
26 листопада 2023 року відбулося Дитяче Євробачення 2023, у якому перемогла Зої Клозюр з Франції.